# 大沼紀子
大沼 紀子（おおぬま のりこ、1975年 - ）は日本の脚本家、小説家。岐阜県出身。

## 略歴
法政大学卒業。職を転々としたのちにフリーライター生活を経て、シナリオ・センターで学び、脚本家として活動する。その傍ら、2005年『ゆくとし くるとし』で第9回坊ちゃん文学賞大賞を受賞。翌年同作品で作家デビュー。その他の作品に『ばら色タイムカプセル』『真夜中のパン屋さん』等がある。

## 著書

### まよぱんシリーズ
- 真夜中のパン屋さん 午前0時のレシピ（2011年6月 ポプラ文庫）
- 真夜中のパン屋さん 午前1時の恋泥棒（2012年2月 ポプラ文庫）
- 真夜中のパン屋さん 午前2時の転校生（2012年12月 ポプラ文庫）
- 真夜中のパン屋さん 午前3時の眠り姫（2013年10月 ポプラ文庫）
- 真夜中のパン屋さん 午前4時の共犯者（2016年3月 ポプラ文庫）
- 真夜中のパン屋さん 午前5時の朝告鳥（2017年6月 ポプラ文庫）

### 路地裏のほたる食堂シリーズ
- 路地裏のほたる食堂 (2016年11月 講談社タイガ)
- 路地裏のほたる食堂 2人の秘密 (2018年1月 講談社タイガ)
- 路地裏のほたる食堂 3つの嘘 (2019年6月 講談社タイガ)

### ノンシリーズ
- ゆくとし くるとし（2006年11月 マガジンハウス）
  - 【改題・大幅改稿・増補】空ちゃんの幸せな食卓（2013年4月 ポプラ文庫）
    - 収録作品：空ちゃんの幸せな食卓 / ゆくとし くるとし / 僕らのパレード
- ばら色タイムカプセル（2010年8月 ポプラ社 / 2012年4月 ポプラ文庫）
- てのひらの父（2011年11月 ポプラ社 / 2014年4月 ポプラ文庫）

### アンソロジー
「」内が収録作品
- 眠らないため息（2011年12月 幻冬舎文庫）「蜘蛛と蝶」
- 恋の聖地 そこは、最後の恋に出会う場所。（2013年5月 新潮文庫）「たわいもない祈りー石のまち・金谷」
- 明日町こんぺいとう商店街2 招きうさぎと六軒の物語（2014年4月 ポプラ文庫）「やきとり鳥吉」
- ファンタジーへの誘い-ストーリーテラーのことのは-（2016年6月 徳間書店）《インタビュー集》

### 単行本未収録作品
- 君待ち（『小説新潮』2015年1月号）
- こぼれ落ちた夏の話（『小説新潮』2016年5月号）

## 脚本

### テレビドラマ
- 病院へ行こう!（2006年2月6日 - 3月24日、TBS系「愛の劇場」）
- 結婚式へ行こう!（2006年12月18日 - 2007年3月9日、TBS系「愛の劇場」）
- 温泉へGo!（2008年9月1日 - 11月21日、TBS系「愛の劇場」）
- 明日もまた生きていこう（2010年10月25日、TBS系「月曜ゴールデン」）

### 映画
- Wanna be FREE! 東京ガール（2006年8月12日公開、配給：ボルテージ、監督：津谷祐司、主演：上原奈美）

## 映像化作品
- 真夜中のパン屋さん（2013年4月-6月、NHK BSプレミアム、主演：滝沢秀明）